# Sacristie !
Pour les articles homonymes, voir Sacristie.
Sacristie ! est une série télévisée française diffusée sur France 2 depuis le 3 janvier 2016 dans l'émission Le Jour du Seigneur, le dimanche à 11 h 55,.

## Synopsis
En changeant d'affectation, le père Moreau ne se doutait pas qu'il changeait à ce point de monde. Après 25 années comme curé de Sainte-Jeanne d'Arc, paroisse bourgeoise d'un quartier où la tradition catholique est bien installée, le voici curé à Saint-Marcel, paroisse d'un milieu populaire et déchristianisé de la grande banlieue parisienne.
Après la messe dominicale, ses sentiments atteignent leur paroxysme. C'est à l'abri des regards et des oreilles de ses paroissiens, dans l'espace de la sacristie, que le père Moreau laisse exploser ce qu'il ressent auprès de son sacristain Bertrand Rousseau. Il va partager sans retenue ses états d'âme avec ce laïc, père de famille du quartier et unique membre un peu désemparé de l'équipe paroissiale.

## Fiche technique
- Réalisation et scénario : Sébastien Lerigoleur et Eric Pailler
- Directeur de la photographie : Stéphane Blum
- Musique originale : Jean-Michel Dieuaide

## Distribution
- Hervé Pierre : Père Denis Moreau
- Grégori Derangère : Bertrand Rousseau
- Clotilde Mollet : Lucienne  (saisons 2 et 3) [3]

## Épisodes

### Saison 1 (2016)
La première saison est diffusée du 3 janvier au 19 juin 2016 puis du 25 septembre au 6 novembre 2016.
- 3 janvier 2016 : Bienvenue à Saint-Marcel
- 17 janvier : Ras la galette !
- 7 février : Pour quelques billets de plus
- 10 avril : Ma foi…
- 17 avril : Matthieu 22, le retour
- 24 avril : Difficile d'avaler la dragée
- 1er mai : Confidences et confession
- 19 juin : Bravo les jeunes !
- 25 septembre : L'amour des JMJ
- 9 octobre : On n'est pas à la noce
- 23 octobre : Solidarité avec les sans-papiers
- 6 novembre : Déjà 9 mois
- 25 décembre : Le ravi[5]

### Saison 2 (2017)
Elle est diffusée de janvier à septembre 2017, :
- Épisode 13 : La voix
- Épisode 14 : Jésus électrique : sur une statue de Jésus éclairée de l’intérieur
- Épisode 15 : l’arbre de l’amitié : le curé et l’imam sont amis
- Épisode 16 : Anne-Sophie
- Épisode 17 : Pardon
- Épisode 18 : Le fruit de la vigne
- Épisode 19 : Marie-Rose s’en va
- Épisode 20 : Clémentine
- Épisode 21 : Vie de couple
- Épisode 22 : Touche pas à mon sermon
- Épisode 23 : Lucienne
- Épisode 24 : Ragots
- Épisode 25 : Léger recadrage
- Épisode 26 : Les servants se rebellent
- Épisode 27 : Crise de foi d’un ado
- Épisode 28 : Bas les masques
- Épisode 29 : Quelle grâce !
- Épisode 30 : Le regroupement paroissial

### Saison 3 (2019)
Composée de dix épisodes, elle est diffusée du 30 juin au 1er septembre 2019, :
- Épisode 29 : Le député-maire
- Épisode 30 : Le sens des responsabilités
- Épisode 31 : Marie-Thérèse
- Épisode 32 : Du partage des tâches
- Épisode 33 : La messe télévisée, c’est le Jour du SAigneur
- Épisode 34 : Le courrier : Réactions après la messe télévisée
- Épisode 35 : Au nom du père et du fils
- Épisode 36 : Jésus le rebelle
- Épisode 37 : Congé sabbatique
- Épisode 38 : Le dernier repas

## Dispositif transmédia
- Les épisodes sont disponibles en replay sur le site de la série avec des compléments d'informations. Les internautes peuvent découvrir les coulisses de la série, des photos et vidéos du tournage, la biographie des personnages et des comédiens, la démarche éditoriale du producteur : le CFRT etc.

- Le père Moreau dispose d'une page Facebook sur laquelle les internautes peuvent en savoir plus sur le personnage : son immersion dans sa nouvelle paroisse, la vie pastorale, ses rencontres, ses réactions à l'actualité. Totalement scénarisés, les posts sont rédigés par le créateur de la série, Éric Pailler, sous la forme de billets d'humour.

- Le DVD de la saison 1 est édité en décembre 2016[9].